# Premier ministre du Nouveau-Brunswick
Le premier ministre du Nouveau-Brunswick (en anglais : Premier of New Brunswick) est le chef du gouvernement de la province canadienne du Nouveau-Brunswick. Le premier ministre préside le Conseil exécutif (aussi appelé cabinet ou conseil des ministres) en tant que premier ministre de la Reine. La titulaire actuelle de la fonction est Susan Holt, depuis le 2 novembre 2024.

## Dénomination
Le titre officiel est premier ministre et président du Conseil alors qu'en anglais, il est appelé Premier and President of the Council. Bien qu'en français, le terme premier ministre est autant utilisé pour le premier ministre fédéral que pour les premiers ministres provinciaux, en anglais, l'expression équivalente Prime Minister est réservée au premier ministre fédéral alors que les premiers ministres provinciaux sont appelés Premier.

## Historique
Le premier à occuper ce poste était Edward Barron Chandler.
Celui qui est entré en fonction à un plus jeune âge est le premier ministre George Edwin King, à l'âge de 30 ans, en 1870. En 2014, Brian Gallant, l'est devenu à l'âge de 32 ans.

## Liste
Voici la liste des différents chefs du Nouveau-Brunswick au fil de l'histoire. 

### Chef de gouvernement
Le tableau suivant présente la liste des chefs de gouvernement avant l'avènement du gouvernement responsable dans la colonie.
|  | Nom                    | Parti        | Mandat    |
|  | ---------------------- | ------------ | --------- |
|  | Edward Barron Chandler | Conservateur | 1848-1854 |

### Premiers ministres de la colonie
Le tableau suivant présente la liste des premiers ministres néo-brunswickois du temps de la colonie. 
| Rang | Image                                                                    | Nom                                        | Législature(s) et mandat(s) | Législature(s) et mandat(s) | Événements | Durée du mandat           |
| ---- | ------------------------------------------------------------------------ | ------------------------------------------ | --------------------------- | --------------------------- | --- | ------------------------- |
| 1er  | Photo du 1er Premier ministre du Nouveau-Brunswick, Charles Fisher       | Charles Fisher (Libéral)                   | 16e                         | 1854 - 1856                 | Les libéraux sont élus au gouvernement lors de l'élection de 1854. Mais son parti est défait lors de l'élection de 1856 battu par les conservateurs. Il retourne au pouvoir aux prochaines élections dans 12 mois. | 1 an, 6 mois et 21 jours  |
| 2e   | Photo du 2e Premier ministre du Nouveau-Brunswick, John Hamilton Gray    | John Hamilton Gray (Conservateur)          | ... 17e ...                 | 1856 - 1857                 | Son parti est élu au gouvernement à l'élection de 1856, mais son parti est défait à celle de 1857 battu par les libéraux                                                                                           | 10 mois et 17 jours       |
| -    | Photo du 1er Premier ministre du Nouveau-Brunswick, Charles Fisher       | Charles Fisher (Libéral)                   | ... 18e ...                 | 1857 - 1861                 | Élu au gouvernement à l'élection de 1857, mais Il démissionne le 19 mars 1861. | 3 ans, 9 mois et 18 jours |
| 3e   | Photo du 3e Premier ministre du Nouveau-Brunswick, Samuel Leonard Tilley | Samuel Leonard Tilley (Libéral)            | ... 19e ...                 | 1861 - 1865                 | Nouveau chef des Libéraux le 19 mars 1861. Réélu aux élections de 1861, mais son parti est défait lors de l'élections de 1865.                                                                                     | 4 ans                     |
| 4e   | Photo du 4e Premier ministre du Nouveau-Brunswick, Albert James Smith    | Albert James Smith (Anti-confédération)    | ... 20e ...                 | 1865 - 1866                 | Son parti est élu au gouvernement à l'élection de 1865, mais son parti est défait à celle de 1866. | 6 mois et 24 jours        |
| 5e   | Photo du 5e Premier ministre du Nouveau-Brunswick, Peter Mitchell        | Peter Mitchell (Parti de la confédération) | ... 21e ...                 | 1866 - 1867                 | Son parti est élu à l'élection de 1866. Il démissionne le 16 août 1867. | 1 an, 4 mois et 2 jours   |

### Premiers ministres depuis la confédération
Le tableau suivant présente les premiers ministres de la province depuis la confédération canadienne de 1867. 
|  | Rang | Photo | Nom                       | Parti                     | Mandat    |
|  | ---- | ----- | ------------------------- | ------------------------- | --------- |
|  | 1er  |       | Andrew Rainsford Wetmore  | Parti de la confédération | 1867-1870 |
|  | 2e   |       | George Edwin King         | Conservateur              | 1870-1871 |
|  | 3e   |       | George Luther Hathaway    | Conservateur              | 1871-1872 |
|  | 4e   |       | George Edwin King         | Conservateur              | 1872-1878 |
|  | 5e   |       | John James Fraser         | Conservateur              | 1878-1882 |
|  | 6e   |       | Daniel Lionel Hanington   | Conservateur              | 1882-1883 |
|  | 7e   |       | Andrew George Blair       | Libéral                   | 1883-1896 |
|  | 8e   |       | James Mitchell            | Libéral                   | 1896-1897 |
|  | 9e   |       | Henry Robert Emmerson     | Libéral                   | 1897-1900 |
|  | 10e  |       | Lemuel John Tweedie       | Libéral                   | 1900-1907 |
|  | 11e  |       | William Pugsley           | Libéral                   | 1907      |
|  | 12e  |       | Clifford William Robinson | Libéral                   | 1907-1908 |
|  | 13e  |       | John Douglas Hazen        | Conservateur              | 1908-1911 |
|  | 14e  |       | James Kidd Flemming       | Conservateur              | 1911-1914 |
|  | 15e  |       | George Johnson Clarke     | Conservateur              | 1914-1917 |
|  | 16e  |       | James A. Murray           | Conservateur              | 1917      |
|  | 17e  |       | Walter Edward Foster      | Libéral                   | 1917-1923 |
|  | 18e  |       | Peter J. Veniot           | Libéral                   | 1923-1925 |
|  | 19e  |       | John B.M. Baxter          | Conservateur              | 1925-1931 |
|  | 20e  |       | Charles Dow Richards      | Conservateur              | 1931-1933 |
|  | 21e  |       | Leonard P. D. Tilley      | Conservateur              | 1933-1935 |
|  | 22e  |       | Allison Dysart            | Libéral                   | 1935-1940 |
|  | 23e  |       | John Babbitt McNair       | Libéral                   | 1940-1952 |
|  | 24e  |       | Hugh John Flemming        | Progressiste-conservateur | 1952-1960 |
|  | 25e  |       | Louis Robichaud           | Libéral                   | 1960-1970 |
|  | 26e  |       | Richard Bennett Hatfield  | Progressiste-conservateur | 1970-1987 |
|  | 27e  |       | Francis Joseph McKenna    | Libéral                   | 1987-1997 |
|  | 28e  |       | Joseph Raymond Frenette   | Libéral                   | 1997-1998 |
|  | 29e  |       | Camille Thériault         | Libéral                   | 1998-1999 |
|  | 30e  |       | Bernard Lord              | Progressiste-conservateur | 1999-2006 |
|  | 31e  |       | Shawn Graham              | Libéral                   | 2006-2010 |
|  | 32e  |       | David Alward              | Progressiste-conservateur | 2010-2014 |
|  | 33e  |       | Brian Gallant             | Libéral                   | 2014-2018 |
|  | 34e  |       | Blaine Higgs              | Progressiste-conservateur | 2018-2024 |
|  | 35e  |       | Susan Holt                | Libéral                   | 2024-     |

## Anciens premiers ministres encore vivants
Depuis novembre 2024, sept anciens premiers ministres sont en vie, le plus vieux étant Francis Joseph McKenna (1987-1997, né en 1948). Le dernier premier ministre à mourir est Joseph Raymond Frenette (1997-1998) le 13 juillet 2018.
| Nom                    | Mandat    | Date de naissance |
| ---------------------- | --------- | ----------------- |
| Francis Joseph McKenna | 1987-1997 | 19 janvier 1948   |
| Camille Thériault      | 1998-1999 | 25 février 1955   |
| Bernard Lord           | 1999-2006 | 27 septembre 1965 |
| Shawn Graham           | 2006-2010 | 22 février 1968   |
| David Alward           | 2010-2014 | 2 décembre 1959   |
| Brian Gallant          | 2014-2018 | 27 avril 1982     |
| Blaine Higgs           | 2018-2024 | 1er mars 1954     |